# Championnat de Polynésie française de football 2017-2018
Navigation
Saison précédente Saison suivante
La saison 2017-2018 du Championnat de Polynésie française de football est la soixante-et-onzième édition du championnat de première division en Polynésie française. Les dix meilleurs clubs de Polynésie sont regroupés au sein d'une poule unique, la Ligue Mana, où ils s'affrontent à trois reprises au cours de la saison. Le dernier est relégué en Division 2 tandis que l'avant-dernier affronte le vice-champion de Division 2 en barrage de promotion-relégation.
C'est l’AS Central Sports qui est sacrée champion de Polynésie cette saison après avoir terminé en tête du classement final, avec cinq points d'avance sur le double tenant du titre, l'AS Tefana et sept sur l'AS Dragon. C'est le vingt-et-unième titre de champion de Polynésie française de l’histoire du club, le premier depuis 1985.
La sélection de Tahiti U19 participe au championnat cette saison. Elle ne peut ni se qualifier pour une compétition océanienne de club, ni être reléguée en deuxième division.

## Qualifications continentales
Le champion de Polynésie française et son dauphin obtiennent chacun leur billet pour la phase de poules de la Ligue des champions de l'OFC 2019.

## Les clubs participants
- AS Pirae
- AS Tefana
- AS Vénus
- AS Dragon
- AS Taiarapu FC
- AS Manu-Ura
- AS Aorai - Promu de Division 2
- AS Tamarii Punaruu - Promu de Division 2
- Tahiti U19
- AS Central Sports

## Compétition

### Première phase
Le barème utilisé pour établir le classement est le suivant :
- Victoire : 4 points
- Match nul : 2 points
- Défaite : 1 point

En cas d'égalité de points, ce sont les résultats des confrontations directes qui sont prises en compte.
Les clubs peuvent obtenir des points de bonus en remplissant certaines conditions concernant les entraîneurs et les arbitres.
| Rang | Équipe                 | Pts | J  | G  | N | P  | Bp  | Bc  | Diff |
| ---- | ---------------------- | --- | -- | -- | - | -- | --- | --- | ---- |
| 1    | AS Central Sports      | 96  | 27 | 22 | 3 | 2  | 107 | 40  | +67  |
| 2    | AS TefanaT             | 91  | 27 | 20 | 4 | 3  | 100 | 45  | +55  |
| 3    | AS Dragon              | 89  | 27 | 19 | 5 | 3  | 112 | 41  | +71  |
| 4    | AS Pirae               | 73  | 27 | 14 | 4 | 9  | 104 | 64  | +40  |
| 5    | AS Vénus               | 70  | 27 | 13 | 4 | 10 | 101 | 52  | +49  |
| 6    | AS Taiarapu FC         | 68  | 27 | 12 | 5 | 10 | 99  | 67  | +32  |
| 7    | AS Manu-Ura            | 61  | 27 | 11 | 1 | 15 | 70  | 74  | -4   |
| 8    | Tahiti U19             | 39  | 27 | 3  | 3 | 21 | 51  | 125 | -74  |
| 9    | AS AoraiP -2           | 38  | 27 | 4  | 1 | 22 | 33  | 135 | -102 |
| 10   | AS Tamarii PunaruuP -3 | 29  | 27 | 1  | 2 | 24 | 26  | 160 | -134 |

|  | Qualification pour la Ligue des champions de l'OFC 2019 |
|  | Participation au barrage de promotion-relégation        |
|  | Relégation directe en Division 2                        |
|  | T : Tenant du titre P : Promu de Division 2             |

### Barrage de promotion-relégation
| Équipe 1 | Résultat      | Équipe 2     |
| -------- | ------------- | ------------ |
| AS Aorai | 1 - 1 4-5 tab | (D2) JS Arue |

- La JS Arue prend la place de l'AS Aorai en Ligue Mana.

## Bilan de la saison
| Championnat de Polynésie française de football 2017-2018 |                                       |
| Champion                                                 | AS Central Sports (21e titre)         |
| Qualifications continentales                             |                                       |
| Ligue des champions de l'OFC 2019                        | AS Central Sports                     |
| Ligue des champions de l'OFC 2019                        | AS Tefana                             |
| Promotions et relégations                                |                                       |
| Promus en Ligue Mana                                     | Association sportive jeunes tahitiens |
| Promus en Ligue Mana                                     | JS Arue                               |
| Relégués en Division 2                                   | AS Tamarii Punaruu                    |
| Relégués en Division 2                                   | AS Aorai                              |